# (6462) Myougi
(6462) Myougi est un astéroïde de la ceinture principale.

## Description
(6462) Myougi est un astéroïde de la ceinture principale. Il fut découvert le 9 janvier 1994 à Oizumi par Takao Kobayashi. Il présente une orbite caractérisée par un demi-grand axe de 3,20 UA, une excentricité de 0,06 et une inclinaison de 16,4° par rapport à l'écliptique.

## Compléments